# Go-Reizei
Cesarz Go-Reizei (jap. 後冷泉天皇 Go-Reizei tennō; 1025–1068) – 70. cesarz Japonii, według tradycyjnego porządku dziedziczenia.
Go-Reizei panował w latach 1045–1068.
Mauzoleum cesarza Go-Reizei znajduje się w Kioto. Nazywa się Enkyō-ji no Misasagi.